# Древнейшие источники по истории Восточной Европы
«Древнейшие источники по истории Восточной Европы» (до 1993 года — «Древнейшие источники по истории народов СССР») — серия научных комментированных изданий древнейших рукописных текстов, содержащих сведения о территориях и народах, населявших в прошлом Восточную Европу. Выпускалась издательством «Наука» (Москва), в последующем — издательской фирмой «Восточная литература» РАН (Москва).
В 2002 году две книги серии выпустило также издательство «Индрик»; в 2004 и 2010 ещё две — «Памятники исторической мысли».
Серия основана известным советским историком Владимиром Терентьевичем Пашуто (1918—1983) и издаётся с 1977 года.
На 2012 год изданы 26 книг (28 с переизданиями).

## Список книг серии

### Древнегреческие источники
- Доватур А. И., Каллистов Д. П., Шишова И. А. Народы нашей страны в «Истории» Геродота: Тексты, перевод, комментарий / Отв. ред. В. Т. Пашуто; Ред.-консультант Ю. Г. Виноградов. — М.: Наука, 1982. — 456 с. — (Древнейшие источники по истории народов СССР). — 5000 экз. (в пер.)
- Перевалов С. М. Тактические трактаты Флавия Арриана: Тактическое искусство; Диспозиция против аланов. Тексты, перевод, комментарий. — М.: Памятники исторической мысли, 2010. — 390 с. — (Древнейшие источники по истории Восточной Европы). — ISBN 5-88451-287-0. (в пер.)

### Древние латинские источники
- Соломоник Э. И. Латинские надписи Херсонеса Таврического: Тексты, перевод, комментарий. — М.: Наука, 1983. — 94 с., 20 л. ил.
- Подосинов А. В. Произведения Овидия как источник по истории Восточной Европы и Закавказья: Тексты, перевод, комментарий. — М.: Наука, 1985. — 288 с. — 14 000 экз.
- Подосинов А. В. Восточная Европа в римской картографической традиции: Тексты, перевод, комментарий. — М.: Индрик, 2002. — 488 с.; 16 илл. (увеличенный формат). — 1200 экз. — ISBN 5-85759-174-0.
- Подосинов А. В., Скржинская М. В. Римские географические источники: Помпоний Мела и Плиний Старший: Тексты, перевод, комментарий. — М.: Индрик, 2011. — 504 с. — 1000 экз. — ISBN 978-5-91674-135-3.

### Византийские источники
- Чичуров И. С. Византийские исторические сочинения: «Хронография» Феофана, «Бревиарий» Никифора: Тексты, перевод, комментарий / Отв. ред. В. Т. Пашуто; Институт истории СССР АН СССР. — М.: Наука, 1980. — 216 с. — (Древнейшие источники по истории народов СССР). — 8800 экз. (в пер.)
- Константин Багрянородный. Об управлении империей: Текст, перевод, комментарий / Под ред. Г. Г. Литаврина, А. П. Новосельцева. — М.: Наука, 1989. — 496 с. — (Древнейшие источники по истории народов СССР). — 6500 экз. — ISBN 5-02-009455-2. (в пер.)
  - Изд. 2-е, испр. — М.: Наука, 1991. — 496 с. — 5600 экз. — ISBN 5-02-008637-1. (в пер.)
- Бибиков М. В. Византийский историк Иоанн Киннам о Руси и народах Восточной Европы: Тексты, перевод, комментарий / Под ред. А. Б. Ситниной. — М.: Ладомир, 1997. — 192 с. — (Древнейшие источники по истории Восточной Европы). — 1000 экз. — ISBN 5-86218-229-2. (в пер.)

### Западноевропейские источники
- Матузова В. И. Английские средневековые источники IX—XIII вв.: Тексты, перевод, комментарий. — М.: Наука, 1979. — 268 с.
- Щавелева Н. И. Польские латиноязычные средневековые источники: Тексты, перевод, комментарий. — М.: Наука, 1990.
- Назаренко А. В. Немецкие латиноязычные источники IX—XI вв.: Тексты, перевод, комментарий. — М.: Ладомир; Наука, 1993.
- Чекин Л. С. Картография христианского средневековья VIII—XIII вв.: Тексты, перевод, комментарий / Отв. ред. тома д.и.н. В. А. Арутюнова-Фиданян; Ред.-конс. д.и.н. Е. А. Мельникова. — М.: Восточная литература, 1999. — 368, [2] с. — (Древнейшие источники по истории Восточной Европы). — 1000 экз. — ISBN 5-02-018079-3. (в пер.)
- Матузова В. И., Назарова Е. Л. Крестоносцы и Русь. Конец XII в.—1270 г.: Тексты, перевод, комментарий. — М.: Индрик, 2002. — 448 с. — (Древнейшие источники по истории Восточной Европы). — 1000 экз. — ISBN 5-85759-183-X. (в пер.)
- Щавелева Н. И. Древняя Русь в «Польской истории» Яна Длугоша (Книги I—VI): Текст, перевод, комментарий / Под ред. и с доп. А. В. Назаренко. — М.: Памятники исторической мысли, 2004.

### Скандинавские источники
- Мельникова Е. А. Скандинавские рунические надписи: Тексты, перевод, комментарий. — М.: Наука, 1977. — 276 с.
- Мельникова Е. А. Древнескандинавские географические сочинения: Тексты, перевод, комментарий. — М.: Наука, 1986.
- Джаксон Т. Н. Исландские королевские саги о Восточной Европе (с древнейших времён до 1000 г.): Тексты, перевод, комментарий. — М.: Наука, 1993. — 304 с. — 1 100 экз. — ISBN 5-02-008668-1.
- Джаксон Т. Н. Исландские королевские саги о Восточной Европе (первая треть XI в.): Тексты, перевод, комментарий. — М.: Ладомир, 1994. — 256 с. — ISBN 5-86218-138-5.
- Глазырина Г. В. Исландские викингские саги о Северной Руси: Тексты, перевод, комментарий. — М.: Ладомир, 1996. — 240 с. — ISBN 5-86218-257-8.
- Джаксон Т. Н. Исландские королевские саги о Восточной Европе (середина XI—середина XIII в.): Тексты, перевод, комментарий. — М.: Ладомир, 2000. — 368 с. — 1500 экз. — ISBN 5-86218-233-0.
- Мельникова Е. А. Скандинавские рунические надписи: Новые находки и интерпретации: Тексты, перевод, комментарий. — М.: Восточная литература, 2001. — 496 с. — 1000 экз. — ISBN 5-02-018082-3.
- Глазырина Г. В. Сага об Ингваре Путешественнике: Текст, перевод, комментарий. — М.: Восточная литература, 2002. — 464 с. — 1000 экз. — ISBN 5-02-018131-5. (в пер.)
- Джаксон Т. Н. Исландские королевские саги о Восточной Европе: Тексты, перевод, комментарий / Институт всеобщей истории РАН, Университет Дмитрия Пожарского. — Изд. 2-е, в одной книге, испр. и доп. — М.: Русский Фонд Содействия Образованию и Науке, 2012. — 784 с. — 1000 экз. — ISBN 978-5-91244-072-4. (в пер.)

### Восточные источники
- Калинина Т. М. Сведения ранних учёных Арабского халифата: Тексты, перевод, комментарий. — М.: Наука, 1988. — 184 с. — ISBN 5-02-009466-8.
- Коновалова И. Г. Ал-Идриси о странах и народах Восточной Европы: Тексты, перевод, комментарий. — М.: Восточная литература, 2006. — 328 с. — 800 экз. — ISBN 5-02-018534-5.
- Коновалова И. Г. Восточная Европа в сочинениях арабских географов XIII—XIV вв.: Текст, перевод, комментарий. — М.: Восточная литература, 2009. — 224 с. — 800 экз. — ISBN 978-5-02-036420-2.

## Авторы и редакторы книжной серии
- Михаил Вадимович Бибиков (род. 1951)
- Галина Васильевна Глазырина — ответственный секретарь редакционной коллегии
- Татьяна Николаевна Джаксон
- Аристид Иванович Доватур (1897—1982)
- Татьяна Михайловна Калинина
- Дмитрий Павлович Каллистов (1903—1973)
- Ирина Геннадиевна Коновалова
- Геннадий Григорьевич Литаврин (1925—2009) — редактор
- Вера Ивановна Матузова
- Елена Александровна Мельникова — заместитель ответственного редактора серии
- Александр Васильевич Назаренко (р. 1948) — автор и редактор
- Евгения Львовна Назарова
- Анатолий Петрович Новосельцев (1933—1995) — редактор
- Сергей Михайлович Перевалов
- Александр Васильевич Подосинов (род. 1950)
- Марина Владимировна Скржинская
- Элла Исааковна Соломоник (1917—2005)
- Леонид Сергеевич Чекин
- Игорь Сергеевич Чичуров (1946—2008)
- Ирина Александровна Шишова
- Наталья Ивановна Щавелева (1946—2001)
- Валентин Лаврентьевич Янин — ответственный редактор серии